# Filippinerne ved sommer-OL 2016
Filippinerne deltog ved Sommer-OL 2016 i Rio de Janeiro som blev arrangeret i perioden 5. august til 21. august 2016.

## Medaljer
| 2016 Rio de Janeiro | Guld | Sølv | Bronze | Total |
| Filippinerne        | 0    | 1    | 0      | 1     |

### Medaljevinderne
| Filippinerne under sommer-OL 2016 i Rio de Janeiro | Filippinerne under sommer-OL 2016 i Rio de Janeiro | Filippinerne under sommer-OL 2016 i Rio de Janeiro | Filippinerne under sommer-OL 2016 i Rio de Janeiro | Filippinerne under sommer-OL 2016 i Rio de Janeiro |
| Medalje                                            | Navn                                               | Sport                                              | Event                                              | Dato                                               |
| -------------------------------------------------- | -------------------------------------------------- | -------------------------------------------------- | -------------------------------------------------- | -------------------------------------------------- |
| Sølv                                               | Hidilyn Diaz                                       | Vægtløftning                                       | Kvindernes 53 kg                                   | august 7                                           |